# Shulan
Shulan léase Shu-Lán (en chino:兰市, pinyin:Shūlán) es una ciudad de la provincia del Jilin en China. Es una ciudad-distrito ubicada bajo la jurisdicción administrativa de la ciudad-prefectura de Jilin.

## Demografía
La población del distrito era de 670 279 habitantes en 1999.